# ФК Шонан белмаре
Шонан белмаре (јап. 湘南ベルマーレ) јапански је фудбалски клуб из Хирацуке.

## Име
- ФК Това (јап. 藤和不動産サッカー部, 1968—1975)
- ФК Фуџита (јап. フジタ工業クラブサッカー部, 1975—1990)
- ФК Фуџита (јап. フジタサッカークラブ, 1990—1992)
- ФК Белмаре Хирацука (јап. ベルマーレ平塚, 1993—1999)
- ФК Шонан белмаре (јап. 湘南ベルマーレ, 2000—)

## Успеси

### Национални
Првенство
- Фудбалска друга лига Јапана: 1991/92.
- Фудбалска прва лига Јапана (1965—1992): 1977, 1979, 1981.
- Фудбалска прва лига Јапана (1992—1998): 1993.
- Џеј 2 лига: 2014, 2017.

Куп
- Сениорско фудбалско првенство Јапана: 1971.
- Куп фудбалске лиге Јапана: 1973.
- Куп Џеј лиге: 2018.
- Царев куп: 1977, 1979, 1994.

### Континентални
- АФК Куп победника купова: 1995.